# General Canuto A. Neri
General Canuto A. Neri là một đô thị thuộc bang Guerrero, México. Năm 2005, dân số của đô thị này là 6394 người.